# 벤토나이트

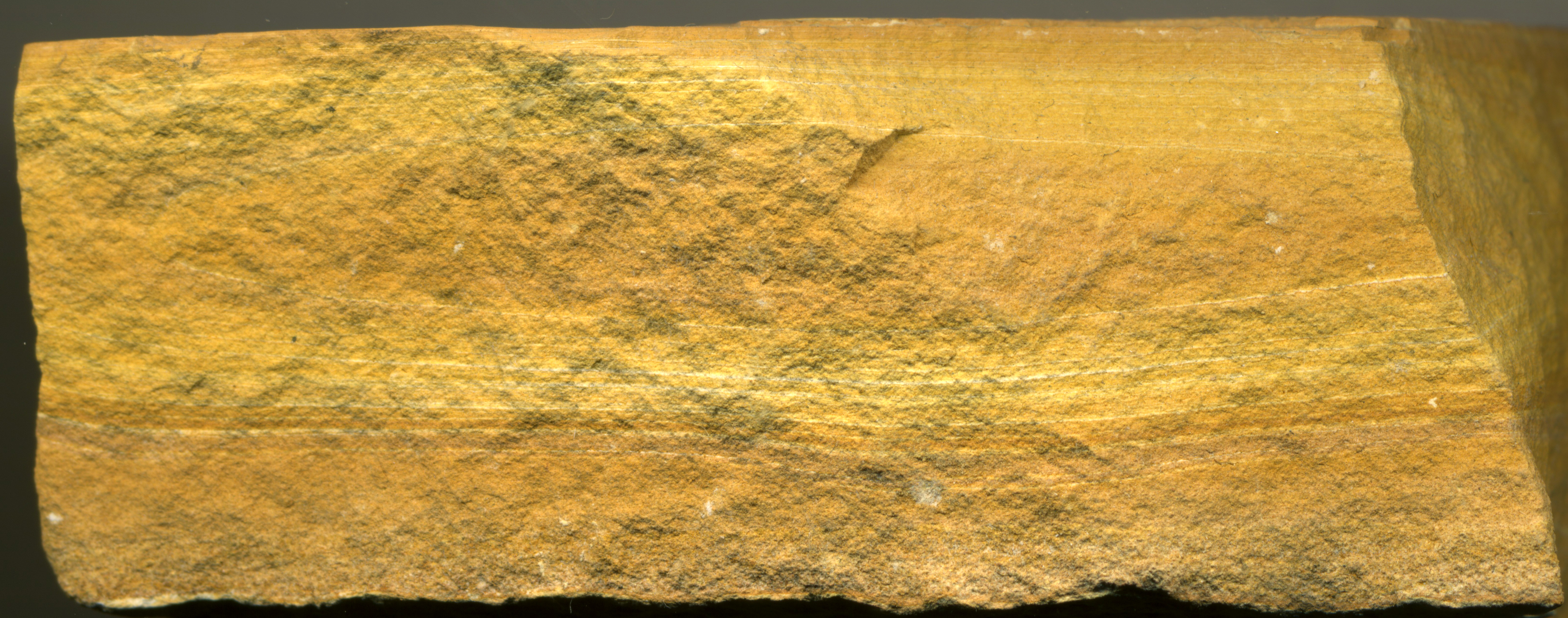

벤토나이트(Bentonite)는 대부분 몬모릴로나이트로 구성된 점토이다. 보통은 해수의 화산재의 풍화 작용을 통해 형성되며 재 안의 화산유리가 점토광물로 변환된다.
벤토나이트는 다량의 물을 흡수하는 능력이 있어서 최대 8배까지 부피를 키울 수 있다. 이렇게 생성된 벤토나이트층은 건물이나 도로 건설에는 적합하지 않다.